# Frangelico
Frangelico é uma marca de licor que é produzido em Canale, Itália. Foi lançada em 1978, ganhando atenção principalmente por causa de sua embalagem inusitada: a garrafa foi desenhada para parecer um frade, até mesmo com a corda amarrada na cintura, e a tampa imitando uma careca. É comercializada basicamente em dois tamanhos: a embalagem de 750ml e a de 375ml. 
Seu sabor é encorpado trazendo o forte gosto da Avelã e suave de Álcool.
Frangelico pode ser usado para fazer diferentes coquetéis, tais como o Martini de Avelã. Para uma bebida fácil, pode ser servido com gelo, com água com gás ou café.
A origem do Frangelico data de mais de 300 anos, da existência dos primeiros monges Cristãos vivendo nas montanhas do Norte da Itália. De acordo com o fabricante italiano, o nome do licor é baseado na lenda de um ermitão chamado Frei Angelico, que "criava receitas inusitadas para licores." A garrafa, no entanto, lembra o hábito de um frade franciscano; enquanto o "xará" do licor, o famoso pintor Fra Angelico, era dominicano, cujas vestes teriam sido brancas e sem a corda.
Frangelico é feito de uma maneira similar a outros licores de frutos de casca rija: as avelãs são moídas e misturadas com cacau, baunilha e outros sabores naturais, e então deixadas de molho na bebida alcoólica de base. Quando o álcool já absorveu o sabor dos ingredientes, o licor é filtrado, adocicado e engarrafado.